# メッセネの戦い (第二次シケリア戦争)
メッセネの戦いは、紀元前397年にシケリア（シチリア）のメッセネ（現在のメッシーナ）で発生した戦い。シュラクサイの僭主ディオニュシオス1世によるモティア（現在のマルサーラのサン・パンタレオ島）攻撃（モティア包囲戦）への報復として、カルタゴはヒミルコが率いる陸海軍を派遣し、奪われた領土を奪回した。ヒミルコはパノルムス（現在のパレルモ）に上陸すると、シケリア北岸に沿って進軍し、メッセネ北方12マイルのペロルム岬（カポ・ペローロ）に達した。メッセネ軍は街を出てカルタゴ軍に向かったが、ヒミルコは陸兵を満載した船200隻でメッセネを直接攻撃した。この急襲に市民は街を捨てて郊外に脱出した。ヒミルコはメッセネを略奪・破壊したが、メッセネ自体は戦後に再建された。

## 背景
紀元前480年の第一次ヒメラの戦いでの敗北後、カルタゴは70年間シケリアに介入しなかった。シケリアに対するカルタゴの不介入政策は、紀元前411年にエリミ人とイオニア人の都市であるセゲスタ（現在のカラタフィーミ＝セジェスタ）がドーリア人都市であるセリヌス（現在のマリネラ・ディ・セリヌンテ）に敗北し、カルタゴの従属国家となることを求めて来たことによって変化した。カルタゴは紀元前409年にセリヌスを攻略・破壊し（セリヌス包囲戦）、さらにはヒメラ（現在のテルミニ・イメレーゼの東12キロメートル）も破壊した（第二次ヒメラの戦い）。その後カルタゴ軍は撤退したが、シュラクサイのヘルモクラテスが、カルタゴ領であるモティア（現在のマルサーラのサン・パンタレオ島）やパノルムス（現在のパレルモ）近郊で襲撃を行うと、紀元前406年にカルタゴはハンニバル・マゴが率いる軍を再びシケリアに派遣した。同年にアクラガス（現在のアグリジェント）、ゲラ（ジェーラ）、翌年にはカマリナ（現在のラグーザ県ヴィットーリアのスコグリッティ地区）が占領された。紀元前405年、ディオニュシオスはヒミルコ（ハンニバル・マゴが病死のため司令官を引き継いでいた）との間にカルタゴが有利な平和条約を結んだ 。この条約により、カルタゴは直接的・間接的にシケリアの60%の支配権を得たが、ディオニュシオスはシュラクサイの支配権を認められた。紀元前405年から紀元前398年にかけて、ディオニュシオスはシュラクサイにおける自身の権力を確立し、陸海軍を拡張し、支配下の領域を拡大していった。また、新兵器である大型弩弓と、五段櫂船も開発した。

### ディオニュシオス、カルタゴ領を攻撃
紀元前398年、ディオニュシオスはカルタゴに全権大使を送り、シケリアの全てのギリシア人都市の支配権を彼に認めない限り、宣戦を布告すると伝えた。大使が帰国するに先立ち、傭兵を使ってシュラクサイ領土に住んでいるカルタゴ人に剣を突きつけ、その財産を没収した。さらに、200隻の軍船と補給物資・武器を積んだ500隻の輸送船を伴い、陸軍と共にモティアに向かった。ディオニュシオスとその陸軍は、シケリアの南岸に沿って西方に進軍した。それに伴ってカルタゴ支配下にあったギリシア人都市は反乱し、居住していたカルタゴ人を殺してその財産を奪い、兵を送ってディオニュシオスに合流した。カルタゴ側に残ったシケリアの都市は、モティア、パノルムス（現在のパレルモ）、ソルス（現在のサンタ・フラーヴィアのソルントゥム遺跡）、アンキラエ、セゲスタ（現在のセジェスタ）およびエンテラ（現在のコンテッサ・エンテッリーナ）のみとなった。シケル人、シカニ人およびメッセネもまた兵を送ったため、モティアに到着した際にはディオニュシオスの軍は歩兵80,000、騎兵3,000にまで膨れ上がっていた。ディオニュシオスはエリュクス（現在のエリーチェ）を占領し、セゲスタとエンテラを包囲し、続いてモティアを攻撃した。

### モティア陥落

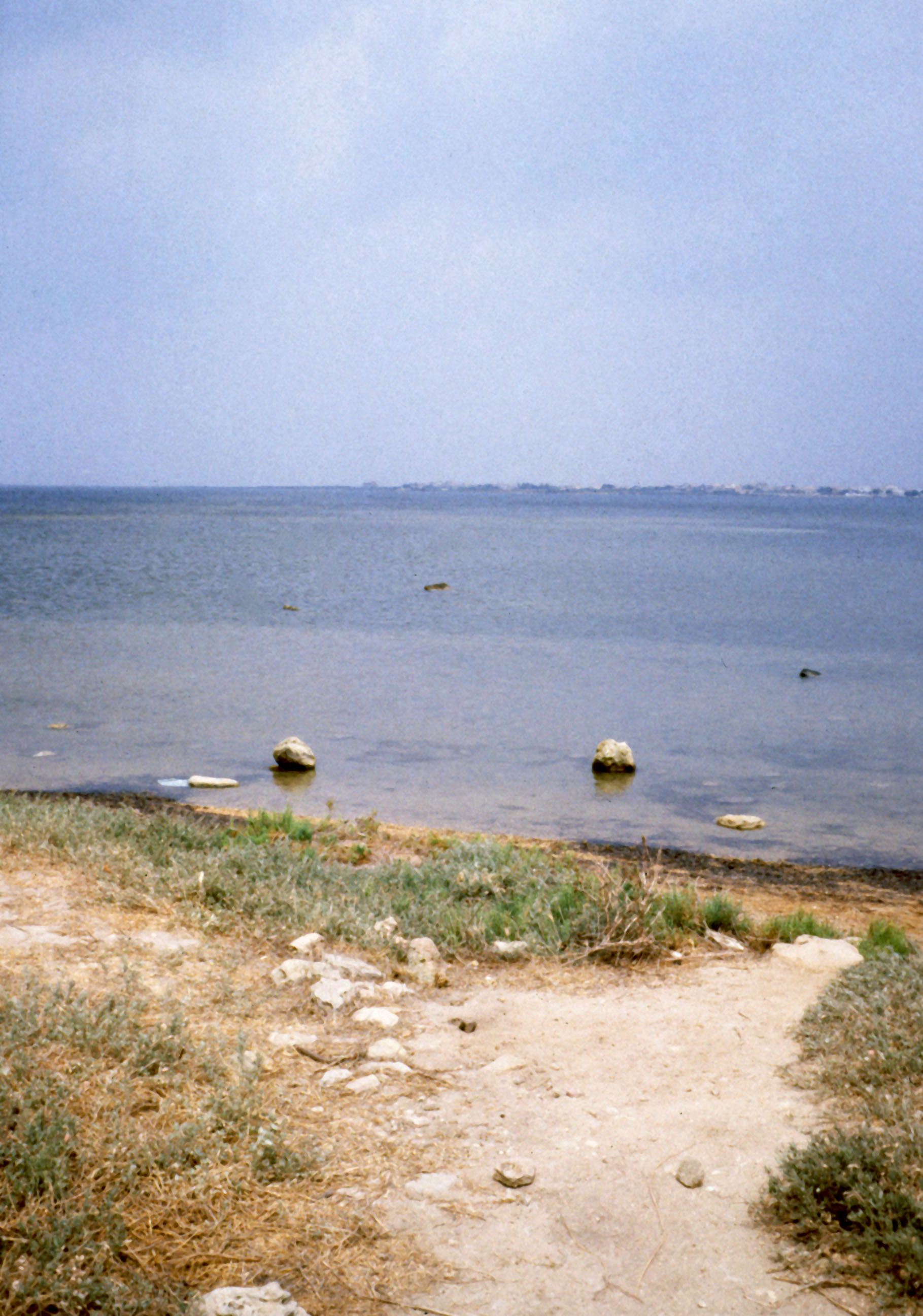
モティアとシケリア本島を結ぶ堰堤の跡

モティアはラグーンの中に浮かぶ、強固に防御された島であった。市民はモティアとシケリアを結んでいた堰堤を破壊し、ギリシア軍の攻撃に備えた。ディオニュシオスは堰堤を修復し、攻城塔を前進させ、破城槌を用いて城壁を破壊すると、兵士を城内に突入させた。他方、ヒミルコは海軍を率いてモティアに向かい、海岸に乗り上げて停泊していたギリシア艦隊に奇襲をかけた。 
ヒミルコは輸送船の多数を破壊し、ラグーン北側に停泊していたギリシア艦隊を罠にかけた。しかし、ディオニュシオスは軍船の通過できない浅瀬を人力牽引して軍船を外洋に脱出させた。これを見たヒミルコは戦場を離脱した。その後もモティアは激しく抵抗したが、ディオニュシオスはこれを陥落させ破壊した。守備兵をモティアの廃墟に残し、セゲスタとエンテラの包囲を継続しつつ、ディオニュシオス自身とその艦隊の大部分は冬の間シュラクサイに戻った。弟のレプティネスが120隻の軍船（少なくとも30隻は五段櫂船）と共にエリュクスに残留した。

## カルタゴ反撃
紀元前405年から紀元前397年の間のカルタゴの動きはほとんど知られていない。この間にディオニュシオスはシケリアにおける自身の権力を強化し、シケル人に対して戦争をしかけることで紀元前405年の平和条約を破っていた。カルタゴは、おそらくはシケリア遠征軍が帰還した際に持ち込んだペストのために国力が低下していたと思われる。モティアが包囲され、カルタゴ支配下の多くのシケリア都市が離脱した際、カルタゴは前述の通りヒミルコ率いる艦隊を派遣したが、得たものは何もなかった。カルタゴは常備の陸軍を有しないため、十分な数の傭兵を雇用し、集結が完了するまで出来ることはなかった。陸軍の編成が完了すると、艦隊と共にシケリアへと派遣した。陸軍兵力は歩兵50,000、騎兵4,000、チャリオット400であり、海軍は三段櫂船400隻と輸送船600を有していた。
ヒミルコは出帆する際に各艦長に対して封印の施された命令を与えており、したがって正式な目的地は不明であった。カルタゴ艦隊はパノルムスに向かい、途中でレプティネス率いるギリシア艦隊と海戦が発生し、輸送船50隻（兵員5,000チャリオット200）を失ったが、他の輸送船はパノルムスに到着した。パノルムスではシケリア現地兵30,000が合流し、まずはエリュクスを占領した後にモティアに向かった。モティアの守備兵は大部分がシケル人で、指揮官の名前はビトンであったが、容易に撃破された。しかしヒミルコはモティアの再建は行わず、近傍にリルバイオンを建設することを選んだ。ヒミルコの次の目標はディオニュシオスが包囲するセゲスタの解放であったが、ギリシア軍はカルタゴ軍の接近を知ると撤退した。

## メッセネへの道
ヒミルコがモティアの回復に動いている間に、ディオニュシオスはセゲスタとエンテラの包囲を解いてシュラクサイに引き上げた。包囲戦中にセゲスタ軍はギリシア軍に激しく抵抗し、野営地に夜襲をかけて損害を与えた。ディオニュシオスは、シケリア西部のエリミ人領域で数に勝るカルタゴ軍と戦闘を行うことを好まなかった（ギリシア側についていたのは2都市のみであったが、エリュクスは既に陥落し、モティア陥落後にギリシアに味方したハリキアエ（en）は再びカルタゴ側に戻る寸前であった）。
メッセネ（紀元前5世紀初頭にザンクルから改称）は、紀元前480年にカルタゴと条約を結んでいたギリシア都市の一つであった。紀元前405年の平和条約では、カルタゴとシュラクサイ双方がメッセネの独立を尊重することを認めていた。しかしディオニュシオスは紀元前404年に条約を破り、メッセネもシュラクサイに合流したため、カルタゴは条約を守る必要は無くなった。紀元前406年のヒミルコの遠征軍は、シケリア南岸に沿って東進してシュラクサイに向かった。加えて、途中のアクラガス（現在のアグリジェント）、ゲラ（現在のジェーラ）およびカマリナ（現在のラグーザ県スコグリッティ）を降伏させたが、これらの都市はシュラクサイの同盟都市であり、また戦利品も多かった。しかし、前回とは異なり、おそらくはシュラクサイを直接攻撃するために、ヒミルコは今回は北岸を進むことを選択した。
カルタゴ軍はセゲスタからパノルムスに戻ると、カルタゴ領を守備するに十分な兵を残し、600隻の軍船・輸送船でメッセネに向かい、北岸沿いを東進した。途中のテルマエ（現在のテルミニ・イメレーゼ）はカルタゴを裏切っていたが、ヒミルコは報復は行わずに通過してリパラ（現在のリーパリ）に向かい、そこで30タレントを献上金として出させた。アッセリニ以外のシケリ人都市はディオニュシオスによって荒廃させられていたが、補給路の安全確保のために、ヒミルコはテルマエとセファデリオンと条約を結んだ。リパラを出帆したカルタゴ艦隊は東へ向かい、陸軍はメッセネの12マイル北方のペロルム岬（現在のカポ・ペローロ）に上陸した。
ヒミルコは当初陸兵50,000、三段櫂船400、輸送船600を率いてシケリアに向かい、パノルムスで30,000の現地兵（シケル人、シカニ人、エリミ人）と合流していたが、シケリア西部の防衛のためにどの程度の兵力を残して来たかは不明である。リパラを出帆した際にはカルタゴ軍は三段櫂船300と輸送船300を有していた。ペロルム岬に上陸したカルタゴ軍はポセイドン神殿近くに野営地を設営した。
シュラクサイやアクラガスのようなシケリアの大規模都市国家は10,000-20,000の市民を兵として動員でき、ヒメラやメッセネでも3,000 – 6,000を動員できた。メッセネは紀元前399年にはシュラクサイに対して30隻の三段櫂船を準備していた。

### カルタゴ軍の編成
リビュア人は重装歩兵と軽歩兵を提供したが、最も訓練された兵士であった。重装歩兵は密集隊形で戦い、長槍と円形盾を持ち、兜とリネン製の胸甲を着用していた。リビュア軽歩兵の武器は投槍で、小さな盾を持っていた。イベリア軽歩兵も同様である。イベリア兵は紫で縁取られた白のチュニックを着て、皮製の兜をかぶっていた。イベリア重装歩兵は、密集したファランクスで戦い、重い投槍と大きな盾、短剣を装備していた。シケル人、サルディニア人、ガリア人は自身の伝統的な装備で戦ったが、カルタゴが装備を提供することもあった。シケル人等シケリアで加わった兵はギリシア式の重装歩兵であった。
リビュア人、カルタゴ市民、リビュア・カルタゴ人（北アフリカ殖民都市のカルタゴ人）は、良く訓練された騎兵も提供した。これら騎兵は槍と円形の盾を装備していた。ヌミディアは優秀な軽騎兵を提供した。ヌミディア軽騎兵は軽量の投槍を数本持ち、また手綱も鞍も用いず自由に馬を操ることができた。イベリア人とガリア人もまた騎兵を提供したが、主な戦術は突撃であった。カルタゴ軍は戦象は用いなかった。ただ突撃兵力としてリビュアが4頭建ての戦車を提供したが、カマリナで使われたとの記録はない。カルタゴ人の士官が全体の指揮を執ったが、各部隊の指揮官はそれぞれの部族長が務めたと思われる。
当時のカルタゴ海軍は三段櫂船を使用しており、カルタゴ市民とリビュアおよび他のカルタゴ領から徴兵された兵が海軍に勤務していた。カルタゴ海軍は軽量で機動性の高い船を好み、速度を上げるために追加の帆も持っていたが、ギリシア軍船に比べると搭乗している兵士の数は少なかった。モティアでカルタゴ艦隊はシュラクサイの五段櫂船と遭遇し、それを機に自身も五段櫂船を建造したが、メッセネの戦いにカルタゴ軍が五段櫂船を使用したかは不明である。

### シケリア・ギリシア軍の編成
シケリアのギリシア軍の主力は、本土と同様に重装歩兵で、市民兵が中心であったが、ディオニュシオスはイタリアおよびギリシア本土から多くの傭兵を雇用した。騎兵は裕福な市民、あるいは傭兵を雇用した。一部市民は軽装歩兵（ペルタスト）として加わった。傭兵には弓兵、投擲兵、散兵も含まれていた。メッセネ海軍は標準軍船として三段櫂船を使用していたが、この戦いの際の動向は不明である。

## メッセネの戦い
メッセネの城壁は壊れた部分が修復されておらず、篭城戦の準備もできていなかった。また、その騎兵と歩兵の一部は、シュラクサイ支援のために派遣されていた。このため、メッセネ政府は、出撃を決定し、ほとんどの男性が北方に野営するカルタゴ軍に向かった。カルタゴ陸軍はメッセネ陸軍を大きく上回り、その艦隊は制海権を確保していた。メッセネ軍が出撃した真の理由は不明である。ヒミルコが軍の一部のみを率いていたのでなければ、メッセネ軍はカルタゴ軍と接触した後は監視を続けるつもりだったのかもしれない。カルタゴ海軍の動きに関して、ギリシア側は考慮しなかったと思われる。予言によると、カルタゴ軍はメッセネに水を運んでくると告げていたが、この予言がギリシア軍を数に勝る敵軍に向かうことを勇気付けたのかも知れない。メッセネ軍が出撃する前に、多くの女性、子供および病弱者は街から離れていた。

### メッセネに対する側面攻撃
ヒミルコは野営地に向かってくるメッセネ軍に対して何もしなかった。この戦いの際に、メッセネが船を持っていたかは不明である。ヒミルコはメッセネ軍接近の情報を得ると、海軍の優位性を利用して側面迂回攻撃を行うことを決定した。200隻の三段櫂船に乗員と兵士を乗せメッセネに向かわせた。すなわち進軍しているメッセネ陸軍を迂回し、無防備なメッセネを直接攻撃させた。三段櫂船には漕ぎ手200名と乗員16名（艦長含む）が乗り組んでおり、陸戦隊が14-60名が同乗していた。従って、カルタゴ軍の陸戦兵力は2,400から8,000であった。漕ぎ手は専門に訓練された乗員であり、陸戦には使われなかったと思われるが、その他の乗員は陸戦に参加した可能性がある。とすれば、追加で3,000の兵力を得ることができる。通常より多くの陸戦隊を乗せていた可能性もあるが、その場合、重装備の陸戦隊が甲板上を動き回ると三段櫂船は不安定になるため、航海中は甲板上にじっとしていることが必要になる。従って、どの程度の兵を余分に乗せることができたかは不明である。この分遣隊の指揮官の名前は不明ではあるが、この後のカタナ沖の海戦の勝者でありヒミルコの親族であるマゴが指揮していた可能性が高い。
カルタゴ陸軍の一部は、ペロリス岬の海岸に整列し、200隻の三段櫂船は選抜された陸戦隊を乗せて南のメッセネに向かって出帆した。この分遣艦隊は北風に押されてすぐにメッセネに到着し、メッセネ軍が引き返してくる前に陸戦隊を上陸させた。港を制圧した後カルタゴ軍は市内に突入し、また一部は市の南側および北側にも同時に上陸して、海側からも陸側からもメッセネを攻撃した。多くのカルタゴ兵が城壁の壊れた部分から市内に侵入することができた。
カルタゴ軍の強襲によりメッセネはすぐに陥落したが、住民の一部は脱出して近郊に点在する要塞に逃げ込んだ。メッセネ陥落の情報を得たメッセネ軍兵士もこれらの要塞に入った（以前にも軍が出撃している間にザンクルが占領されたことがあった。紀元前493年にザンクル王スキテスはシケル人に対する作戦のために遠征していたが、その間にレギオンの僭主アナクシラスが無防備のザンクルを占領した。スキテスは軍と共にザンクルに戻ったが、ゲラの僭主ヒポクラテスに救援を求めた。ヒポクラテスは愚かにもスキテスを捕らえ、アナクラシスとザンクルの財宝を折半し、スキテスの兵士を奴隷とするという条約を結んだ。ヒポクラテスが撤退すると、アナクシラスは再びザンクルを占領した。）

## その後
ギリシア人がリパラ、ネッセネ、レギオンに殖民都市を建設して以降、エトルリア人は彼らと衝突し、この戦略的地域を支配しようとしていた。シバリス（en）の素晴らしい富は、シバリスがポセイドニアとの間の内陸交通を支配しており、商人達がメッシーナ海峡を迂回することで海賊の被害を避けることができたことによるものであった。メッセネもまたこの海峡を支配することにより収入を得ていた。ヒミルコは、エトルリア人が一世紀をかけても手に入れることができなかったリパラとメッセネの両都市を実質2日間で征服した。メッセネの征服により、カルタゴは一時的にメッシーナ海峡を支配し、600隻のカルタゴ艦隊全体が停泊可能な港を得、シケリアとイタリア南部の間の海上交通を妨害することも可能となった。カルタゴはシュラクサイと敵対関係にある、対岸のレギオンと同盟した。

## 戦略的考察
ヒミルコはメッセネに基地を置くことはしなかったが、カルタゴから遠く離れた都市を維持する自信がなかったものと思われる。ヒミルコはメッセネを脱出した人々が逃げ込んだ要塞をつぶしていこうとしたが、それには時間がかかりすぎることが判り、シュラクサイ攻撃が遅れてしまうのでこれを中止した。ディオニュシオスに時間を与えると、シュラクサイが強化される恐れがある。カルタゴ軍の最終目的はシュラクサイに勝利することであり、メッセネは前座に過ぎなかった。カルタゴ本国には常備軍がなく、援軍を送るには傭兵の募集からはじめることとなり、時間がかかった。かといって、ヒミルコ自身の軍の一部をメッセネ守備に裂くと、ディオニュシオスを攻撃する兵力が不足してしまう。このため、メッセネを略奪・破壊した後、カルタゴ全軍がシュラクサイに向けてシケリア東岸沿いに進軍した。艦隊もそれに随伴した。ディオニュシオスは彼の権力を拡大する過程で、ナクソス（現在のジャルディーニ＝ナクソス）とカタナ（現在のカターニア）を破壊し、ナクソスをシケル人に、カタナをカンパニア傭兵に与えていた。したがって、ヒミルコにしてみれば、南岸ルートを通るより、北岸ルートを通るほうが障害が少なかった。もちろん、メッセネを離れた後に、背後のギリシア要塞からの敵対行動を完全に無視することはできなかった。彼がとった解決策は間接的アプローチと呼ばれる種類のもので、単純かつ巧妙なものであった。

### タウロメニオンの建設
ヒミルコはすでに幾らかのシケル人が入植していたタウロス山にタウロメニオン（現在のタオルミーナ）を建設することを選び、同盟していたシケル人を居住させ、都市を要塞化した。これは一石二鳥を狙ったものであった。街はメッセネからのギリシア軍の移動を封鎖できるほどメッセネに近く、かと言ってメッセネから奇襲をかけるには遠すぎ、将来シケリアで作戦を行う基地として最適の位置にあった。さらに、アソロス（en、現在のアッソロ）を除く全てのシケル人はディオニュシオスを憎んでおり、ヒミルコに軍に加わるか、あるいは元の居住地に戻ることを希望していた。テーバイのエパメイノンダスは紀元前370年にメッセネを再建する際とメガロポリス（en）を建設した際に同じ戦略を採用している。メガロポリスはテーバイ軍がスパルタ軍に勝利した後にスパルタ領内に建設された。
メッセネは後年に再建され、カルタゴとシュラクサイ双方に問題を起こすことになる。ディオニュシオスはその間にも傭兵を雇用し、船を建造し、奴隷を解放してシュラクサイとレオンティニ（現在のレンティーニ）の防備を強化していた。カタナの住民（もともとのギリシア人を移動させてディオニュシオスがカンパニア人に与えていた）を説得して、アエトナに移動させ、ディオニュシオスはタウロメニオンに備えて陸海軍を整備した。

## 参考資料
- Baker, G. P. (1999). Hannibal. Cooper Square Press. ISBN 0-8154-1005-0
- Bath, Tony (1992). Hannibal's Campaigns. Barns & Noble. ISBN 0-88029-817-0
- Church, Alfred J. (1886). Carthage (4th ed.). T. Fisher Unwin
- Freeman, Edward A. (1892). Sicily: Phoenician, Greek & Roman (3rd ed.). T. Fisher Unwin
- Kern, Paul B. (1999). Ancient Siege Warfare. Indiana University Publishers. ISBN 0-253-33546-9
- Lancel, Serge (1997). Carthage: A History. Blackwell Publishers. ISBN 1-57718-103-4
- Warry, John (1993) [1980]. Warfare in the Classical World: An Illustrated Encyclopedia of Weapons, Warriors and Warfare in the Ancient Civilisations of Greece and Rome. New York: Barnes & Noble. ISBN 1-56619-463-6
- Whitaker, Joseph I.S. (1921). Motya: A Phoenician Colony in Sicily. G. Bell & Sons